# Agustín Delgado
Agustín Javier Delgado Chala (Ambuquí, 23 dicembre 1974) è un ex calciatore ecuadoriano, di ruolo attaccante.

## Carriera

### Club
Ha iniziato la propria carriera calcistica nell'ESPOLI. Nel 1993 è passato al Barcelona SC. Nel 1995 si è trasferito al El Nacional, per poi tornare al Barcelona SC nel 1997. Nel 1998 si è trasferito in Messico, al Cruz Azul. Nel 1999 è passato al Necaxa. Nel novembre 2001 si è trasferito in Europa: il Southampton, club inglese militante in Premier League, lo ha acquistato per 3,5 milioni di sterline. Il debutto in Premier League è avvenuto il 13 gennaio 2002, in Southampton-Manchester United (1-3). L'esperienza europea, però, si è rivelata infelice: a causa di diversi infortuni, in due stagioni e mezzo ha totalizzato appena 11 presenze e una rete in campionato. Nel marzo 2004 si è trasferito in prestito all'Aucas. Il 17 giugno 2004 ha risolto il proprio contratto con il Southampton. Nell'estate 2004 è stato ingaggiato dal Pumas UNAM. Nel 2005 è tornato al Barcelona SC. Tra il 2006 e il 2009 ha militato nel LDU Quito. Nel 2009 ha militato nell'Emelec. Ha concluso la propria carriera nel 2011, dopo aver militato nel Valle del Chota.

### Nazionale
Ha debuttato in Nazionale il 17 agosto 1994, nell'amichevole Perù-Ecuador (2-0). Ha messo a segno le sue prime reti con la maglia della selezione ecuadoregna il 4 ottobre 1996, nell'amichevole Ecuador-Giamaica (2-1), siglando il gol del momentaneo 1-0 al minuto 19 del primo tempo e quello del definitivo 2-1 al minuto 91. Ha partecipato, con la Nazionale ecuadoregna, ai Mondiali 2002, ai Mondiali 2006, alla Copa America 1997, alla Copa América 1999, alla Copa América 2001 e alla Copa América 2004. È sceso in campo, inoltre, nelle qualificazioni ai Mondiali 1998, 2002 e 2006. Ha totalizzato, con la Nazionale, 73 presenze e 31 reti, risultando il secondo miglior marcatore della storia della selezione ecuadoregna.

## Statistiche

### Cronologia presenze e reti in nazionale
| Cronologia completa delle presenze e delle reti in nazionale ― Ecuador | Cronologia completa delle presenze e delle reti in nazionale ― Ecuador | Cronologia completa delle presenze e delle reti in nazionale ― Ecuador | Cronologia completa delle presenze e delle reti in nazionale ― Ecuador | Cronologia completa delle presenze e delle reti in nazionale ― Ecuador | Cronologia completa delle presenze e delle reti in nazionale ― Ecuador | Cronologia completa delle presenze e delle reti in nazionale ― Ecuador | Cronologia completa delle presenze e delle reti in nazionale ― Ecuador |
| Data                                                                   | Città                                                                  | In casa                                                                | Risultato                                                              | Ospiti                                                                 | Competizione                                                           | Reti                                                                   | Note                                                                   |
| ---------------------------------------------------------------------- | ---------------------------------------------------------------------- | ---------------------------------------------------------------------- | ---------------------------------------------------------------------- | ---------------------------------------------------------------------- | ---------------------------------------------------------------------- | ---------------------------------------------------------------------- | ---------------------------------------------------------------------- |
| 17-8-1994                                                              | Lima                                                                   | Perù                                                                   | 2 – 0                                                                  | Ecuador                                                                | Amichevole                                                             | -                                                                      |                                                                        |
| 24-5-1995                                                              | Toyama                                                                 | Ecuador                                                                | 1 – 2                                                                  | Scozia                                                                 | Amichevole                                                             | -                                                                      | 46’                                                                    |
| 28-5-1995                                                              | Tokyo                                                                  | Giappone                                                               | 3 – 0                                                                  | Ecuador                                                                | Amichevole                                                             | -                                                                      | 77’                                                                    |
| 4-10-1996                                                              | Ambato                                                                 | Ecuador                                                                | 2 – 1                                                                  | Giamaica                                                               | Amichevole                                                             | 2                                                                      |                                                                        |
| 9-10-1996                                                              | Quito                                                                  | Ecuador                                                                | 0 – 1                                                                  | Colombia                                                               | Qual. Mondiali 1998                                                    | -                                                                      |                                                                        |
| 23-10-1996                                                             | Oakland                                                                | Messico                                                                | 0 – 1                                                                  | Ecuador                                                                | Amichevole                                                             | -                                                                      | 70’                                                                    |
| 12-1-1997                                                              | La Paz                                                                 | Bolivia                                                                | 2 – 0                                                                  | Ecuador                                                                | Qual. Mondiali 1998                                                    | -                                                                      | 64’                                                                    |
| 5-2-1997                                                               | Città del Messico                                                      | Messico                                                                | 3 – 1                                                                  | Ecuador                                                                | Amichevole                                                             | 1                                                                      |                                                                        |
| 12-2-1997                                                              | Quito                                                                  | Ecuador                                                                | 4 – 0                                                                  | Uruguay                                                                | Qual. Mondiali 1998                                                    | 2                                                                      |                                                                        |
| 25-3-1997                                                              | Città del Guatemala                                                    | Guatemala                                                              | 0 – 0                                                                  | Ecuador                                                                | Amichevole                                                             | -                                                                      |                                                                        |
| 2-4-1997                                                               | Lima                                                                   | Perù                                                                   | 1 – 1                                                                  | Ecuador                                                                | Qual. Mondiali 1998                                                    | -                                                                      | 48’                                                                    |
| 28-5-1997                                                              | San Salvador                                                           | El Salvador                                                            | 0 – 2                                                                  | Ecuador                                                                | Amichevole                                                             | -                                                                      |                                                                        |
| 8-6-1997                                                               | Quito                                                                  | Ecuador                                                                | 1 – 1                                                                  | Cile                                                                   | Qual. Mondiali 1998                                                    | -                                                                      | 60’                                                                    |
| 14-6-1997                                                              | Cochabamba                                                             | Paraguay                                                               | 0 – 2                                                                  | Ecuador                                                                | Coppa America 1997 - Gironi                                            | -                                                                      | 46’                                                                    |
| 17-6-1997                                                              | Cochabamba                                                             | Ecuador                                                                | 2 – 1                                                                  | Cile                                                                   | Coppa America 1997 - Gironi                                            | -                                                                      | 79’                                                                    |
| 14-4-1999                                                              | San Nicolás de los Garza                                               | Messico                                                                | 0 – 0                                                                  | Ecuador                                                                | Amichevole                                                             | -                                                                      | 46’                                                                    |
| 2-6-1999                                                               | Edmonton                                                               | Ecuador                                                                | 1 – 1                                                                  | Iran                                                                   | Amichevole                                                             | -                                                                      |                                                                        |
| 4-6-1999                                                               | Edmonton                                                               | Ecuador                                                                | 3 – 1                                                                  | Guatemala                                                              | Amichevole                                                             | 1                                                                      |                                                                        |
| 15-6-1999                                                              | San Cristóbal                                                          | Venezuela                                                              | 3 – 2                                                                  | Ecuador                                                                | Amichevole                                                             | 1                                                                      |                                                                        |
| 22-6-1999                                                              | Santiago del Cile                                                      | Cile                                                                   | 0 – 0                                                                  | Ecuador                                                                | Amichevole                                                             | -                                                                      | 87’                                                                    |
| 1-7-1999                                                               | Luque                                                                  | Argentina                                                              | 3 – 1                                                                  | Ecuador                                                                | Coppa America 1999 - Gironi                                            | -                                                                      | 46’                                                                    |
| 4-7-1999                                                               | Luque                                                                  | Uruguay                                                                | 2 – 1                                                                  | Ecuador                                                                | Coppa America 1999 - Gironi                                            | -                                                                      | 65’                                                                    |
| 27-10-1999                                                             | Houston                                                                | Messico                                                                | 0 – 0                                                                  | Ecuador                                                                | Amichevole                                                             | -                                                                      | 64’                                                                    |
| 12-1-2000                                                              | Los Angeles                                                            | Iran                                                                   | 2 – 1                                                                  | Ecuador                                                                | Amichevole                                                             | -                                                                      |                                                                        |
| 29-3-2000                                                              | Quito                                                                  | Ecuador                                                                | 2 – 0                                                                  | Venezuela                                                              | Qual. Mondiali 2002                                                    | 1                                                                      |                                                                        |
| 26-4-2000                                                              | San Paolo                                                              | Brasile                                                                | 3 – 2                                                                  | Ecuador                                                                | Qual. Mondiali 2002                                                    | -                                                                      |                                                                        |
| 3-6-2000                                                               | Asunción                                                               | Paraguay                                                               | 3 – 1                                                                  | Ecuador                                                                | Qual. Mondiali 2002                                                    | -                                                                      | 61’                                                                    |
| 25-6-2000                                                              | Quito                                                                  | Ecuador                                                                | 5 – 1                                                                  | Panama                                                                 | Amichevole                                                             | 2                                                                      |                                                                        |
| 29-6-2000                                                              | Quito                                                                  | Ecuador                                                                | 2 – 1                                                                  | Perù                                                                   | Qual. Mondiali 2002                                                    | -                                                                      | 71’                                                                    |
| 19-7-2000                                                              | Buenos Aires                                                           | Argentina                                                              | 2 – 0                                                                  | Ecuador                                                                | Qual. Mondiali 2002                                                    | -                                                                      | 73’                                                                    |
| 25-7-2000                                                              | Quito                                                                  | Ecuador                                                                | 0 – 0                                                                  | Colombia                                                               | Qual. Mondiali 2002                                                    | -                                                                      | 68’                                                                    |
| 16-8-2000                                                              | Quito                                                                  | Ecuador                                                                | 2 – 0                                                                  | Bolivia                                                                | Qual. Mondiali 2002                                                    | 2                                                                      |                                                                        |
| 8-10-2000                                                              | Quito                                                                  | Ecuador                                                                | 1 – 0                                                                  | Cile                                                                   | Qual. Mondiali 2002                                                    | 1                                                                      |                                                                        |
| 15-11-2000                                                             | Maracaibo                                                              | Venezuela                                                              | 1 – 2                                                                  | Ecuador                                                                | Qual. Mondiali 2002                                                    | -                                                                      | 88’                                                                    |
| 28-3-2001                                                              | Quito                                                                  | Ecuador                                                                | 1 – 0                                                                  | Brasile                                                                | Qual. Mondiali 2002                                                    | 1                                                                      |                                                                        |
| 24-4-2001                                                              | Quito                                                                  | Ecuador                                                                | 2 – 1                                                                  | Paraguay                                                               | Qual. Mondiali 2002                                                    | 2                                                                      |                                                                        |
| 2-6-2001                                                               | Lima                                                                   | Perù                                                                   | 1 – 2                                                                  | Ecuador                                                                | Qual. Mondiali 2002                                                    | 1                                                                      | 57’                                                                    |
| 7-6-2001                                                               | Columbus                                                               | Stati Uniti                                                            | 0 – 0                                                                  | Ecuador                                                                | Amichevole                                                             | -                                                                      |                                                                        |
| 11-7-2001                                                              | Barranquilla                                                           | Ecuador                                                                | 1 – 4                                                                  | Cile                                                                   | Coppa America 2001 - Gironi                                            | -                                                                      | 65’                                                                    |
| 14-7-2001                                                              | Barranquilla                                                           | Colombia                                                               | 1 – 0                                                                  | Ecuador                                                                | Coppa America 2001 - Gironi                                            | -                                                                      |                                                                        |
| 17-7-2001                                                              | Barranquilla                                                           | Ecuador                                                                | 4 – 0                                                                  | Venezuela                                                              | Coppa America 2001 - Gironi                                            | 2                                                                      |                                                                        |
| 15-8-2001                                                              | Quito                                                                  | Ecuador                                                                | 0 – 2                                                                  | Argentina                                                              | Qual. Mondiali 2002                                                    | -                                                                      |                                                                        |
| 5-9-2001                                                               | Bogota                                                                 | Colombia                                                               | 0 – 0                                                                  | Ecuador                                                                | Qual. Mondiali 2002                                                    | -                                                                      |                                                                        |
| 6-10-2001                                                              | La Paz                                                                 | Bolivia                                                                | 1 – 5                                                                  | Ecuador                                                                | Qual. Mondiali 2002                                                    | 1                                                                      |                                                                        |
| 7-11-2001                                                              | Quito                                                                  | Ecuador                                                                | 1 – 1                                                                  | Uruguay                                                                | Qual. Mondiali 2002                                                    | -                                                                      |                                                                        |
| 17-4-2002                                                              | Murcia                                                                 | Ecuador                                                                | 0 – 0                                                                  | Sudafrica                                                              | Amichevole                                                             | -                                                                      | 46’                                                                    |
| 8-5-2002                                                               | East Rutherford                                                        | Ecuador                                                                | 1 – 0                                                                  | Jugoslavia                                                             | Amichevole                                                             | 1                                                                      |                                                                        |
| 3-6-2002                                                               | Sapporo                                                                | Italia                                                                 | 2 – 0                                                                  | Ecuador                                                                | Mondiali 2002 - Gironi                                                 | -                                                                      |                                                                        |
| 9-6-2002                                                               | Rifu                                                                   | Messico                                                                | 2 – 1                                                                  | Ecuador                                                                | Mondiali 2002 - Gironi                                                 | 1                                                                      | 87’                                                                    |
| 13-6-2002                                                              | Yokohama                                                               | Ecuador                                                                | 1 – 0                                                                  | Croazia                                                                | Mondiali 2002 - Gironi                                                 | -                                                                      |                                                                        |
| 10-3-2004                                                              | Tuxtla Gutiérrez                                                       | Messico                                                                | 2 – 1                                                                  | Ecuador                                                                | Amichevole                                                             | -                                                                      |                                                                        |
| 30-3-2004                                                              | Buenos Aires                                                           | Argentina                                                              | 1 – 0                                                                  | Ecuador                                                                | Qual. Mondiali 2006                                                    | -                                                                      | 63’                                                                    |
| 28-4-2004                                                              | Fort Lauderdale                                                        | Honduras                                                               | 1 – 1                                                                  | Ecuador                                                                | Amichevole                                                             | -                                                                      |                                                                        |
| 2-6-2004                                                               | Quito                                                                  | Ecuador                                                                | 2 – 1                                                                  | Colombia                                                               | Qual. Mondiali 2006                                                    | 1                                                                      | 45’                                                                    |
| 5-6-2004                                                               | Quito                                                                  | Ecuador                                                                | 3 – 2                                                                  | Bolivia                                                                | Qual. Mondiali 2006                                                    | 1                                                                      |                                                                        |
| 7-7-2004                                                               | Chiclayo                                                               | Argentina                                                              | 6 – 1                                                                  | Ecuador                                                                | Coppa America 2004 - Gironi                                            | 1                                                                      | 46’                                                                    |
| 10-7-2004                                                              | Chiclayo                                                               | Uruguay                                                                | 2 – 1                                                                  | Ecuador                                                                | Coppa America 2004 - Gironi                                            | -                                                                      |                                                                        |
| 13-7-2004                                                              | Piura                                                                  | Messico                                                                | 2 – 1                                                                  | Ecuador                                                                | Coppa America 2004 - Gironi                                            | 1                                                                      |                                                                        |
| 5-9-2004                                                               | Montevideo                                                             | Uruguay                                                                | 1 – 0                                                                  | Ecuador                                                                | Qual. Mondiali 2006                                                    | -                                                                      | 60’                                                                    |
| 17-11-2004                                                             | Quito                                                                  | Ecuador                                                                | 1 – 0                                                                  | Brasile                                                                | Qual. Mondiali 2006                                                    | -                                                                      | 90’                                                                    |
| 27-3-2005                                                              | Quito                                                                  | Ecuador                                                                | 5 – 2                                                                  | Paraguay                                                               | Qual. Mondiali 2006                                                    | -                                                                      | 78’                                                                    |
| 30-3-2005                                                              | Lima                                                                   | Perù                                                                   | 2 – 2                                                                  | Ecuador                                                                | Qual. Mondiali 2006                                                    | -                                                                      |                                                                        |
| 4-6-2005                                                               | Quito                                                                  | Ecuador                                                                | 2 – 0                                                                  | Argentina                                                              | Qual. Mondiali 2006                                                    | 1                                                                      |                                                                        |
| 8-6-2005                                                               | Barranquilla                                                           | Colombia                                                               | 3 – 0                                                                  | Ecuador                                                                | Qual. Mondiali 2006                                                    | -                                                                      |                                                                        |
| 11-6-2005                                                              | East Rutherford                                                        | Ecuador                                                                | 1 – 1                                                                  | Italia                                                                 | Amichevole                                                             | -                                                                      | 46’                                                                    |
| 3-9-2005                                                               | La Paz                                                                 | Bolivia                                                                | 1 – 2                                                                  | Ecuador                                                                | Qual. Mondiali 2006                                                    | 2                                                                      |                                                                        |
| 8-10-2005                                                              | Quito                                                                  | Ecuador                                                                | 0 – 0                                                                  | Uruguay                                                                | Qual. Mondiali 2006                                                    | -                                                                      |                                                                        |
| 13-11-2005                                                             | Barcellona                                                             | Ecuador                                                                | 0 – 3                                                                  | Polonia                                                                | Amichevole                                                             | -                                                                      |                                                                        |
| 28-5-2006                                                              | Madrid                                                                 | Macedonia                                                              | 2 – 1                                                                  | Ecuador                                                                | Amichevole                                                             | -                                                                      | 46’                                                                    |
| 9-6-2006                                                               | Gelsenkirchen                                                          | Polonia                                                                | 0 – 2                                                                  | Ecuador                                                                | Mondiali 2006 - Gironi                                                 | 1                                                                      | 84’                                                                    |
| 15-6-2006                                                              | Amburgo                                                                | Ecuador                                                                | 3 – 0                                                                  | Costa Rica                                                             | Mondiali 2006 - Gironi                                                 | 1                                                                      |                                                                        |
| 25-6-2006                                                              | Stoccarda                                                              | Inghilterra                                                            | 1 – 0                                                                  | Ecuador                                                                | Mondiali 2006 - Ottavi di finale                                       | -                                                                      |                                                                        |
| 6-9-2011                                                               | Quito                                                                  | Ecuador                                                                | 4 – 0                                                                  | Costa Rica                                                             | Amichevole                                                             | -                                                                      | 87’                                                                    |
| Totale                                                                 |                                                                        | Presenze                                                               | 73                                                                     |                                                                        | Reti (2º posto)                                                        | 31                                                                     |                                                                        |

## Palmarès

### Club

#### Competizioni nazionali
- Primera Categoría Serie A: 2

El Nacional: 1996
Barcellona SC: 1997

#### Competizioni internazionali
- CONCACAF Champions' Cup: 1

Necaxa: 1999
- Coppa Libertadores: 1

2008

### Individuale
- Capocannoniere del campionato messicano: 1

Verano 2000 (14 gol, a pari merito con Sebastián Abreu ed Everaldo Begines)
- Capocannoniere della Coppa Libertadores: 1

2006 (5 gol, a pari merito con Aloísio José da Silva, José Luis Calderón, Félix Borja, Sebastián Ereros, Ernesto Farías, Fernandão, Marcinho, Daniel Montenegro, Nilmar, Mariano Pavone, Jorge Quinteros, Patricio Urrutia e Washington)